# Arcybiskupstwo magdeburskie

Herb arcybiskupstwa magdeburskiego

Arcybiskupstwo magdeburskie (niem. Erzstift Magdeburg,
łac. Archiepiscopatus Magdeburgensis) – niemiecka archidiecezja katolicka ze stolicą w Magdeburgu na czele której stali arcybiskupi Magdeburga, istniejąca w latach 968–1545, wolny kraj Świętego Cesarstwa Rzymskiego od XII wieku do 1680, kiedy to zostało przekształcone w świeckie księstwo magdeburskie, połączone unią z Brandenburgią. Księstwo istniało odrębnie do 1806.
Z prośbą o założenie arcybiskupstwa wystąpił król Niemiec Otton I Wielki, podczas koronacji na cesarza w Rzymie (2 lutego 962). Papież Jan XII wyraził zgodę. Z powodu protestu metropolity Moguncji arcybiskupstwo zostało utworzone w 968. Przypisano do niego dwa istniejące biskupstwa wieleckie (odebrane arcybiskupowi Moguncji): w Brennie i Hobolinie oraz powołano trzy nowe biskupstwa: w Miśni, Żytycach i Merseburgu (oraz według kronikarza Thietmara również w Poznaniu). Metropolita Moguncji otrzymał w zamian biskupstwa w Pradze i Ołomuńcu, utworzone w latach 973–975.
W latach 1545–1680 powoływano administratorów tej archidiecezji, którymi przeważnie zostawali protestanci. Zgodnie z ustaleniami pokoju westfalskiego, po śmierci ostatniego jej administratora, w 1680 arcybiskupstwo uległo sekularyzacji i weszło jako odrębne księstwo Rzeszy w skład Brandenburgii.
Arcybiskup magdeburski posiadał pierwszeństwo wśród duchownych członków kurii książęcej Sejmu Świętego Cesarstwa Rzymskiego.